# جامعة أوكلاهوما كلية الطب
جامعة أوكلاهوما كلية الطب (بالإنجليزية: University of Oklahoma College of Medicine)‏ هي إحدى الكليات لتدريس الطب في الولايات المتحدة الأمريكية. تقع في مدينة أوكلاهوما سيتي في ولاية أوكلاهوما الأمريكية. نوع الشهادة الطبية التي يتم تحصيلها هناك هي دكتور في الطب.